# Rudolf Hercher
Rudolf Hercher (Rudolstadt, 1821. január 11. – Berlin, 1878. március 26.) német hellénista. 

## Életpályája
1847-ben tanár volt Rudolstadtban, 1861-ben Berlinben, 1873-ban az ottani tudományos akadémia tagja lett. Főérdeme a későbbi görög írók szövegének helyesbítésében áll. Egyszersmind egyik alapítója és szerkesztője volt a Hermes című folyóiratnak. Kiadványai:  az előbb Plutarkhosznak tulajdonított De fluviis (1851), melynek hamisítását ő ismerte fel; Arrian: Scripta minora (1754, 2. kiad. 1885); Scriptores erotici graeci (1858-59, 2 köt.); Artemidori onicocriticon (1864); Aeneae commentarius poliorceticus (1870); Plutarchi Moralia (1872, 1 köt.); Epistolographi graeci (1873); Apollodorbi bibliotheca (1874). Jelentősek a Homérosz topográfiájára vonatkozó dolgozatai is, e címen: Homerische Aufsätze (kiadta Robert 1881).